# Gas acido
Il gas acido è una particolare tipologia di gas naturale o qualsiasi altra miscela di gas contenente quantità significative di acido solfidrico ({\displaystyle {\ce {H2S}}}), anidride carbonica ({\displaystyle {\ce {CO2}}}) o gas acidi simili.
Il termine gas acido e gas inacidito sono spesso erroneamente trattati come sinonimi. A rigor di termini, un gas acido è qualsiasi gas che contiene specificamente idrogeno solforato in quantità significative; un gas inacidito è qualsiasi gas che contiene quantità significative di gas acidi come anidride carbonica ({\displaystyle {\ce {CO2}}}) o idrogeno solforato. Pertanto, l'anidride carbonica di per sé è un gas acido ma non un gas inacidito.

## Lavorazione e sicurezza
Prima che un gas naturale grezzo contenente idrogeno solforato e/o anidride carbonica possa essere utilizzato, il gas grezzo deve essere trattato per ridurre le impurità a livelli accettabili e questo è comunemente ottenuto con un processo di trattamento del gas amminico. L' {\displaystyle {\ce {H2S}}} rimosso viene più spesso convertito successivamente in zolfo elementare, sottoprodotto in un processo Claus o in alternativa convertito in acido solforico prezioso in un'unità di processo WSA.
I processi all'interno delle raffinerie di petrolio o degli impianti di lavorazione del gas naturale che rimuovono i mercaptani e/o l'idrogeno solforato sono comunemente indicati come processi di "addolcimento" perché danno prodotti che non hanno più gli odori aspri e sgradevoli dei mercaptani e dell'acido solfidrico.
L'idrogeno solforato è un gas tossico. Limita inoltre il numero di materiali che possono essere utilizzati per le tubazioni e altre apparecchiature per la gestione del gas acido, poiché molti metalli sono sensibili alla rottura da stress da solfuro.
L'anidride carbonica a concentrazioni dal 7% al 10,1% causa vertigini, mal di testa, disfunzioni visive e uditive e perdita di coscienza in un tempo  che va da entro pochi minuti fino a un'ora. Le concentrazioni superiori al 17% sono letali se l'esposizione dura per più di un minuto.